# ميك شيلدز
ميك شيلدز (بالإنجليزية: Mick Shields)‏ هو لاعب دوري الرغبي أسترالي، ولد في 1912، وتوفي في 1983.